# Verwaltungsgemeinschaft Gerstungen
Die Verwaltungsgemeinschaft Gerstungen lag im Wartburgkreis in Thüringen. In ihr hatten sich vier Gemeinden zur Erledigung ihrer Verwaltungsgeschäfte zusammengeschlossen.
Die Verwaltungsgemeinschaft wurde am 1. Januar 1996 durch die Gemeinden Gerstungen, Lauchröden, Oberellen und Unterellen gegründet. Ober- und Unterellen gehörten zuvor zu der aufgelösten Verwaltungsgemeinschaft Eltetal.
Die Auflösung der VG Gerstungen erfolgte am 15. März 2004. Mit Wirkung zum 16. März 2004 wurde die Einheitsgemeinde Gerstungen aus den Mitgliedsgemeinden gebildet.

## Belege
- Thüringer Landesamt für Statistik – Bevölkerung nach Gemeinden, erfüllenden Gemeinden und Verwaltungsgemeinschaften